# Danuta Lalak
Danuta Lalak – polska pedagożka, dr hab. nauk społecznych, docent i dyrektor Instytutu Profilaktyki Społecznej i Resocjalizacji Wydziału Stosowanych Nauk Społecznych i Resocjalizacji Uniwersytetu Warszawskiego.

## Życiorys
Ukończyła studia na Wydziale Pedagogicznym Uniwersytetu Warszawskiego. 19 stycznia 1993 obroniła na UW napisaną pod kierunkiem Tadeusza Pilcha pracę doktorską Kobieta – matka w rodzinie wiejskiej. Studium socjopedagogiczne. 29 listopada 2011 habilitowała się na Uniwersytecie Śląskim w Katowicach na podstawie pracy zatytułowanej Życie jako biografia. Podejście biograficzne w perspektywie pedagogicznej. Jest zatrudniona na stanowisku docenta i dyrektora w Instytucie Profilaktyki Społecznej i Resocjalizacji na Wydziale Stosowanych Nauk Społecznych i Resocjalizacji Uniwersytetu Warszawskiego.